# タイロン・ミングス
タイロン・デオン・ミングス（Tyrone Deon Mings, 1993年3月13日 - ）は、イングランド・バース出身のサッカー選手。アストン・ヴィラFC所属。元イングランド代表。ポジションは、ディフェンダー。

## クラブ経歴

### ボーンマス
2015年6月26日、プレミアリーグに昇格したAFCボーンマスと4年契約を結んだ。移籍金は推定800万ポンド。
8月29日のレスター・シティFC戦で移籍後初出場。しかし出場わずか6分で膝を負傷してしまった。9月3日に全治9ヶ月～12ヶ月と発表された。2017年1月7日のFAカップ3回戦・ミルウォールFC戦で5ヶ月ぶりに復帰。
2017年3月8日、マンチェスター・ユナイテッドFC戦でズラタン・イブラヒモヴィッチを踏みつけたとしてフットボール・アソシエーションから5試合の出場停止処分を科された。

### アストン・ヴィラ
2019年1月31日、シーズン終了までの期間でアストン・ヴィラFCにローン移籍した。その後2月2日のレディングFC戦でデビュー。この試合で相手FWネルソン・オリヴェイラの顔を踏みつけてしまい、試合後に謝罪している。2月8日にはシェフィールド・ユナイテッド戦でゴールを決めた。リーグ戦では15試合に出場し、怪我人が続出したチームの守備を支えた。
2019年7月8日、アストン・ヴィラFCに完全移籍。

## 代表歴
イングランド代表とバルバドス代表でプレーする資格を要していたがバルバドス代表からの招集を断ってきた。2020年8月29日、9月7日にブルガリア代表、10日にコソボ代表と対戦が予定されるUEFA EURO 2020予選に向けた代表メンバーとして、イングランド代表に初招集された。9月7日のブルガリア戦でスタメン入りしイングランド代表デビューを果たした。

## 人物
バルバドスにルーツを持つ。父親のアディ・ミングスはバース・シティFC、グロスター・シティAFCなどでプレーした元サッカー選手で、引退後はチェルシーFCでスカウトをしている。
幼少期にホームレスシェルターで母親と3姉妹と共に暮らしていた時期があったといい、「子供の頃、母は婚約者とあまり良くない関係で、俺たちはその男と住んでいたんだけど、ある時その家を出ることになった。どこにも行くところがない俺たちはホームレスのシェルターに1年ほど暮らすことになったよ。今でも当時のことを鮮明に覚えているけど、本当に恐ろしい場所で、共同の洗濯エリアやシャワールームは本当にひどかったよ。そこで暮らしていた人はみんな優しかったわけじゃないしね。小学生だった俺には最悪の経験だった」と幼少期を振り返っている。
チームトレーニングに向かう際はJohn Legendのアルバム「Darkness and Light」を聴いている。
もし、サッカー選手になっていなかったら何になっているかという質問には「ヘッジファンドマネージャー」と答えている。
好きなアメリカ人ミュージシャンは？という質問には「クリス・ステイプルトン」と答えている。

## 個人成績
2025年6月1日現在
| クラブ                     | シーズン     | 背番号       | リーグ                           | リーグ | リーグ | FAカップ | FAカップ | リーグカップ | リーグカップ | ヨーロッパ | ヨーロッパ | その他 | その他 | 合計 | 合計 |
| クラブ                     | シーズン     | 背番号       | リーグ                           | 出場   | 得点   | 出場     | 得点     | 出場         | 得点         | 出場       | 得点       | 出場   | 得点   | 出場 | 得点 |
| -------------------------- | ------------ | ------------ | -------------------------------- | ------ | ------ | -------- | -------- | ------------ | ------------ | ---------- | ---------- | ------ | ------ | ---- | ---- |
| チッペンハム・タウン       | 2012–13      |              | サザンリーグプレミアディビジョン | 10     | 0      | 0        | 0        | —            | —            | —          | —          | 3      | 0      | 13   | 0    |
| イプスウィッチ・タウン     | 2012–13      | 15           | チャンピオンシップ               | 1      | 0      | 0        | 0        | —            | —            | —          | —          | —      | —      | 1    | 0    |
| イプスウィッチ・タウン     | 2013–14      | 15           | チャンピオンシップ               | 16     | 0      | 2        | 0        | 0            | 0            | —          | —          | —      | —      | 18   | 0    |
| イプスウィッチ・タウン     | 2014–15      | 3            | チャンピオンシップ               | 40     | 1      | 2        | 0        | 0            | 0            | —          | —          | 2      | 0      | 44   | 1    |
| イプスウィッチ・タウン     | 合計         | 合計         | 合計                             | 57     | 1      | 4        | 0        | 0            | 0            | —          | —          | 2      | 0      | 63   | 1    |
| AFCボーンマス              | 2015–16      | 14           | プレミアリーグ                   | 1      | 0      | 0        | 0        | 1            | 0            | —          | —          | —      | —      | 2    | 0    |
| AFCボーンマス              | 2016–17      | 14           | プレミアリーグ                   | 7      | 0      | 1        | 0        | 1            | 0            | —          | —          | —      | —      | 9    | 0    |
| AFCボーンマス              | 2017–18      | 14           | プレミアリーグ                   | 4      | 0      | 0        | 0        | 1            | 0            | —          | —          | —      | —      | 5    | 0    |
| AFCボーンマス              | 2018–19      | 26           | プレミアリーグ                   | 5      | 0      | 0        | 0        | 2            | 0            | —          | —          | —      | —      | 7    | 0    |
| AFCボーンマス              | 合計         | 合計         | 合計                             | 17     | 0      | 1        | 0        | 5            | 0            | —          | —          | 0      | 0      | 23   | 0    |
| アストン・ヴィラ（ローン） | 2018–19      | 40           | チャンピオンシップ               | 15     | 2      | —        | —        | —            | —            | —          | —          | 3      | 0      | 18   | 2    |
| アストン・ヴィラ           | 2019–20      | 40           | プレミアリーグ                   | 33     | 2      | 0        | 0        | 3            | 0            | —          | —          | —      | —      | 36   | 2    |
| アストン・ヴィラ           | 2020–21      | 5            | プレミアリーグ                   | 36     | 2      | 0        | 0        | 1            | 0            | —          | —          | —      | —      | 37   | 2    |
| アストン・ヴィラ           | 2021–22      | 5            | プレミアリーグ                   | 36     | 1      | 1        | 0        | 0            | 0            | —          | —          | —      | —      | 37   | 1    |
| アストン・ヴィラ           | 2022–23      | 5            | プレミアリーグ                   | 35     | 1      | 0        | 0        | 2            | 0            | —          | —          | —      | —      | 37   | 1    |
| アストン・ヴィラ           | 2023–24      | 5            | プレミアリーグ                   | 1      | 0      | 0        | 0        | 0            | 0            | 0          | 0          | 0      | 0      | 1    | 0    |
| アストン・ヴィラ           | 2024–25      | 5            | プレミアリーグ                   | 14     | 0      | 2        | 0        | 1            | 0            | 4          | 0          | 0      | 0      | 21   | 0    |
| アストン・ヴィラ           | 合計         | 合計         | 合計                             | 170    | 8      | 3        | 0        | 7            | 1            | 4          | 0          | 3      | 0      | 187  | 8    |
| キャリア合計               | キャリア合計 | キャリア合計 | キャリア合計                     | 254    | 9      | 8        | 0        | 13           | 0            | 4          | 0          | 8      | 0      | 286  | 9    |

### 代表
2025年6月10日現在
- 国際Aマッチ 18試合 0得点（2019年 - ）

| イングランド代表 | 国際Aマッチ | 国際Aマッチ |
| 年               | 出場        | 得点        |
| ---------------- | ----------- | ----------- |
| 2019             | 2           | 0           |
| 2020             | 5           | 0           |
| 2021             | 9           | 1           |
| 2022             | 1           | 1           |
| 2023             | 1           | 0           |
| 合計             |             |             |

## タイトル

### クラブ
アストン・ヴィラ
- EFLチャンピオンシッププレーオフ:2018年
- EFLカップ準優勝: 2019-20

### 代表
イングランド代表
- UEFA欧州選手権準優勝：2022年

### 個人
- EFLチャンピオンシップ月間最優秀選手：2014年9月